# Поповка (Пронинское сельское поселение)
Поповка — опустевшая деревня в Весьегонском муниципальном округе Тверской области.

## География
Деревня находится в северо-восточной части Тверской области на расстоянии приблизительно 23 км на юг по прямой от районного центра города Весьегонск.

## История
Была возрождена карелами-переселенцами в 1630—1650-е годы на месте более древней запустевшей одноименной деревни. Дворов 6 (1859 год), 9 (1889), 12 (1931), 11 (1963), 5 (1993), 3 (2008),. До 2017 года входила в состав Пронинского сельского поселения, с 2017 по 2019 год входила в состав Ивановского сельского поселения до упразднения последнего.

## Население
Численность населения: 40 человек (1859 год), 44 (1889), 62 (1931), 18 (1963), 10 (1993), 6 (русские 100 %) в 2002 году, 0 в 2010.